# Adolf Misek
Adolf Mišek est un contrebassiste et compositeur tchécoslovaque de la période post-romantique né le 28 août 1875 et mort le 20 octobre 1955.

## Biographie
Adolf Misek est né en 1875 à Modletin (faisant partie alors de l'Empire austro-hongrois). Il part pour Vienne à l'âge de 15 ans pour étudier avec Franz Simandl (en) au conservatoire de Vienne. À 23 ans, il rejoint l'orchestre de l'opéra de Vienne en tant que contrebassiste. En 1918, il part pour Prague pour rejoindre le théâtre national en tant que premier contrebassiste et soliste. Il a occupé ce poste jusqu'à sa mort en 1955.

## Compositions
- 3 sonates pour contrebasses (en la majeur, mi mineur et fa majeur)
- The lyrical Legend (La légende lyrique)
- Concert Polonais pour virtuose

## Source
- (en) Cet article est partiellement ou en totalité issu de l’article de Wikipédia en anglais intitulé « Adolf Mišek » (voir la liste des auteurs).